# Ананкина група
Ананкина група је група од 16 ретроградних неправилних Јупитерових природних сателита, који имају путању сличну Ананкиној. Такође, верује се да чланови ове групе имају заједничко порекло — претпоставља се да су они делови истог астероида. Добила је назив по Ананки, која је њен највећи члан. Сателити који чине ову групе се могу поделити у две подгрупе:
Сателити ужег појаса
Ананка
Праксидика
Харпалика
Јокаста
Еванта
Тиона
Евпорија
Сателити рубног појаса

Телксиноа
Хелика
Ортозија

Хермипа
Мнема